# Sporadanthus traversii
Sporadanthus traversii là một loài thực vật có hoa trong họ Restionaceae. Loài này được (F.Muell.) F.Muell. ex Kirk miêu tả khoa học đầu tiên năm 1878.